# Anna-Karin Kammerling
Anna-Karin Kammerling (Malmö, 19 ottobre 1980) è una nuotatrice svedese.
Specializzata nelle gare veloci di stile libero e farfalla, ha vinto una medaglia di bronzo alle olimpiadi di Sydney 2000.

## Palmarès
- Olimpiadi

Sydney 2000: bronzo nella 4x100m sl.
- Mondiali

Fukuoka 2001: bronzo nei 50m farfalla.
Barcellona 2003: bronzo nei 50m farfalla.
Montreal 2005: argento nei 50m farfalla.
- Mondiali in vasca corta

Hong Kong 1999: argento nei 50m farfalla.
Atene 2000: oro nella 4x100m sl e nella 4x100m misti e argento nei 50m farfalla.
Mosca 2002: oro nei 50m farfalla, nella 4x100m sl e nella 4x100m misti e bronzo nei 100m farfalla.
Indianapolis 2004: argento nei 50m farfalla e nella 4x100m sl.
Shanghai 2006: bronzo nei 50m farfalla e nella 4x100m sl.
- Europei

Istanbul 1999: oro nei 50m farfalla.
Helsinki 2000 : oro nei 50m farfalla e nella 4x100m sl.
Berlino 2002: oro nei 50m farfalla, argento nella 4x100m sl e nella 4x100m misti e bronzo nei 100m farfalla.
Budapest 2006: argento nei 50m farfalla.
- Europei in vasca corta

Sheffield 1998: argento nei 50m farfalla e nella 4x50m misti.
Lisbona 1999: oro nei 50m farfalla, nella 4x50m sl e nella 4x50m misti e argento nei 50m sl.
Valencia 2000: oro nei 50m farfalla, nella 4x50m sl e nella 4x50m misti e bronzo nei 50m sl.
Anversa 2001: oro nella 4x50m sl e nella 4x50m misti, argento nei 50m farfalla e bronzo nei 100m farfalla.
Riesa 2002: oro nei 50m farfalla, nella 4x50m sl e nella 4x50m misti, argento nei 100m farfalla e bronzo nei 50m sl.
Dublino 2003: oro nei 50m farfalla e argento nella 4x50m sl.
Vienna 2004: oro nei 50m farfalla, argento nei 50m sl, bronzo nella 4x50m sl e nella 4x50m misti.
Trieste 2005: oro nei 50m farfalla, argento nella 4x50m sl, bronzo nei 50m sl e nella 4x50m misti.
Helsinki 2006: oro nella 4x50m sl, argento nella 4x50m misti e bronzo nei 50m farfalla.
Debrecen 2007: oro nei 50m farfalla, argento nella 4x50m misti e bronzo nella staffetta 4x50m sl.
- Vincitrice della Coppa del Mondo nel 2005